# Kunstmeister
Kunstmeister ist eine bis in das 19. Jahrhundert gebräuchliche Bezeichnung für Männer (Kunstmeisterinnen sind derzeit nicht bekannt), die technische Anlagen (Kunstgezeug) konstruieren sowie instand halten (lassen). Meist war es ein Amt mit beamtenrechtlichen Status und hatte oft ein Studium an einer berufsbezogenen Akademie (Bergakademie, Montanuniversität) als Voraussetzung. Mit dem Aufkommen der Dampfmaschine gegen Ende des 19. Jahrhunderts verschwand der Begriff und wurde durch den des Ingenieurs ersetzt.

## Einsatzbereiche der Kunstmeister
- Bergmännische Kunst: Pochwerk, Hammerwerk, Kunstrad (Wasserrad), Kehrrad, Fahrkunst, Kunstgestänge, Wasserregal
- Trinkwasserversorgung: Teil der Zuständigkeiten eines Brunnenmeisters
- Gartenkunst: v. a. für die Springbrunnen bzw. Wasserspeier der Barockgärten
- Salinenwesen: Saline, Gradierwerk
- Mühlentechnik: Wasserkunst, Wasserrad, Windrad, Wassermühle, Windmühle